# Нижняя Иреть (заимка)
Нижняя Иреть — заимка в Черемховском районе Иркутской области России. Входит в состав Узколугского муниципального образования.

## География
Заимка находится на расстоянии примерно 43 км к юго-западу от города Черемхово, административного центра района.

## Население
| 2002 | 2010 | 2011 | 2012 |
| ---- | ---- | ---- | ---- |
| 1    | ↗3   | →3   | ↘0   |